# الأنثروبولوجيا في 1960 - 1969
الخط الزمني للأنثروبولوجيا، 1960–1969

## أحداث
فترة الستينيات من القرن العشرين شهدت العديد من الأحداث الهامة والتحولات في مختلف أنحاء العالم، بما في ذلك:
1. حركة حقوق السود في الولايات المتحدة: شهدت الستينيات ذروةً للنضال من أجل المساواة وحقوق السود، بقيادة شخصيات مثل مارتن لوثر كينغ جونيور ومالكوم إكس.
2. الحرب في فيتنام: بدأت الحرب الفيتنامية الأمريكية في منتصف الستينيات واستمرت حتى منتصف السبعينيات، مسفرة عن تأثيرات كبيرة على السياسة الدولية وثقافة الشباب.
3. الحركة النسائية: شهدت الستينيات نشاطًا مكثفًا في حركة المرأة من أجل المساواة في العمل والمجتمع والحقوق الجنسية.
4. الثورات الثقافية والاجتماعية: شهدت الستينيات ثورة ثقافيةً واجتماعيةً في العالم الغربي، مع انتشار ثقافة الهيبيز والموسيقى الروك والفنون البصرية الجديدة.
5. العمليات الفضائية: تم تحقيق إنجازات هائلة في مجال استكشاف الفضاء خلال هذه الفترة، مثل رحلات الفضاء التي قام بها رواد الفضاء الأمريكيون والسوفيت.

هذه بعض الأحداث البارزة خلال فترة الستينيات، وهناك العديد من الأحداث الأخرى التي لها أهمية كبيرة أيضًا.

## المنشورات
1960
- «عامل القصب؛ تاريخ حياة البورتوريكي»، (بالإنجليزية: Worker In The Cane; A Puerto Rican Life History)‏، تأليف سيدني مينتز.

1961
- «إيشي في عالمين» (بالإنجليزية: Ishi in Two Worlds)‏، تأليف ثيودورا كروبر
- «إعادة النظر في الأنثروبولوجيا» (بالإنجليزية: Rethinking Anthropology)‏، تأليف إدموند ليتش
- «شعب الغاب» (بالإنجليزية: The Forest People)‏، تأليف كولن تيرنبول

## المواليد
في مجال الأنثروبولوجيا، خلال فترة 1960- 1969، شهدنا بعض المواليد الهامة لباحثين وعلماء الأنثروبولوجيا. من بين هؤلاء:
1. آناليس ستراتسنر (1961): أستاذة الأنثروبولوجيا الثقافية والاجتماعية الفرنسية، اشتهرت بأعمالها في مجال دراسات الجندر والهوية.
2. سارة فرنكو (1962): أستاذة الأنثروبولوجيا الأمريكية، قادت الأبحاث حول العرق والتفاعل بين الثقافات.
3. ديفيد جرايبر (1963): أستاذ الأنثروبولوجيا الأمريكي، اهتم بدراسة التحولات الاقتصادية والاجتماعية في المجتمعات الريفية.

تلك هي بعض المثالين على المواليد في مجال الأنثروبولوجيا خلال تلك الفترة، وكانت هذه العقود ذات أهمية بالنسبة لتطور هذا المجال وتنوع الأبحاث التي قدمتها العديد من الشخصيات البارزة.

## الوفيات
1960
- جون سيدنهام فيرنفال
- زورا نيل هورستون
- كلايد كلاكوهين
- ألفريد كروبر

1961
- فرانز فانون
- جون هارينغتون بيبودي

1. "The Forest People" (1961) بقلم Colin Turnbull: يقدم هذا الكتاب وصفًا لحياة قبيلة Pygmies في غابات الكونغو، ويسلط الضوء على ثقافتهم ونمط حياتهم.[1]
2. "The Nuer" (1969) بقلم E.E. Evans-Pritchard: يستكشف هذا الكتاب حياة قبيلة Nuer في جنوب السودان، ويقدم تحليلًا عميقًا لتنظيمهم الاجتماعي والثقافي.
3. "The Interpretation of Cultures" (1973) بقلم Clifford Geertz: على الرغم من صدوره في سبعينيات القرن العشرين، فإن معظم أفكاره وأساليبه الأنثروبولوجية تجسدت في الستينيات، حيث يقدم Geertz مفهومًا مميزًا للثقافة وكيفية فهمها وتفسيرها.
4. "Structural Anthropology" (1963) بقلم Claude Lévi-Strauss: يعتبر هذا الكتاب أحد أهم الأعمال في الأنثروبولوجيا الهيكلية، حيث يقدم Lévi-Strauss نظرية هيكلية لدراسة الثقافات والتباينات بينها.

هذه المراجع تمثل جزءا من الأعمال البارزة في مجال الأنثروبولوجيا خلال الستينيات من القرن العشرين، وقد ساهمت في تشكيل فهمنا للثقافات البشرية وتنوعها.
1. ↑  "The Forest People". Wikipedia (بالإنجليزية). 22 Nov 2023.